# Martha Veléz
Martha Carmen Josephine Hernández Rosario de Veléz (* 25. August 1945 in New York City) ist eine US-amerikanische Sängerin und Schauspielerin mit puerto-ricanischen Wurzeln. Sie ist auch unter den Namen Martha Veléz oder Martha Velez-Johnson aufgetreten.

## Leben
Veléz begann bereits im Alter von fünf Jahren zu singen. Als sie zwölf Jahre alt war, bekam sie ein Stipendium für ein Opernstudium. Drei Jahre später wechselte sie auf die High School of Performing Arts in New York City. Ihre Stimmlage ist der Mezzosopran. Des Weiteren machte sie ihren Master in klinischer Psychologie an der Antioch University und promovierte am Pacifica Graduate Institute in der Nähe von Santa Barbara (Kalifornien) in kultureller Mythologie und Tiefenpsychologie.
Ihre musikalische Karriere startete Veléz als Sängerin in der Folkgroup The Gaslight Singers. 1969 veröffentlichte sie ihr erstes Soloalbum Fiends and Angels bei Sire Records, das in Zusammenarbeit mit Eric Clapton und Al Anderson entstand. Im Mai 1975 arbeitete Veléz in Jamaika mit Bob Marley zusammen, um dort dessen Song Stir It Up aufzunehmen. Ihr eigener Produzent hatte Marley um dieses Arrangement gebeten. Marley war von ihrer Stimme begeistert und nahm mit Lee “Scratch” Perry, seinem Produzenten, Veléz' nächstes Album Escape From Babylon auf. Auf dem Album sind zwei Marley-Coverversionen (Bend Down Low, Get Up, Stand Up) sowie eine gemeinsame Komposition von Marley und Veléz (Disco Night) vertreten.
Veléz veröffentlichte noch ein weiteres Album, American Heartbeat, bevor sie in die Filmbranche wechselte und in einigen Filmen und Fernsehserien Nebenrollen und Gastauftritte hatte. 1997 spielte sie in 187 – Eine tödliche Zahl neben Samuel L. Jackson.
Veléz ist verheiratet mit dem Trompeter Keith Johnson. Ihr gemeinsamer Sohn Taj Johnson, ist regelmäßig in der Serie Parker Lewis – Der Coole von der Schule als Frank Lemmer zu sehen. Ihr Bruder ist der Schlagzeuger Gerardo Velez, der mit Stars wie Jimi Hendrix und Van Morrison zusammengearbeitet hat.

## Diskografie (Auswahl)
Album, LP oder CD
- 1969: Fiends & Angels, London Records.
- 1970: Fiends & Angels Again, Blue Horizon.
- 1972: Hypnotized, Polydor.
- 1973: Matinee Weepers, Sire.
- 1976: Escape from Babylon, Sire.
- 1977: American Heartbeat, Sire.
- 1989: Angels of the Future/Past, Sire. (Compilation)

Single, EP
- 1969; Tell Mama, London Records.
- 1970: For Loving You / Good Bad Woman, Sire.
- 1976: Disco Night, Sire.
- 1976: Aggravation, Sire.
- 1976: Money Man, Sire.
- 1990: Wild Night In Paradise, Mca Records.

## Filmografie (Auswahl)
- 1984: a.k.a. Pablo
- 1985: MacGruder & Loud – Keine Zeit für Flitterwochen (MacGruder and Loud, Folge Sanctuary)
- 1986: Große Märchen mit großen Stars (Faerie Tale Theatre, Folge Aladdin and His Wonderful Lamp)
- 1986: Shattered If Your Kid’s on Drugs
- 1989: Falcon Crest (Fernsehserie, 2 Episoden)
- 1989: L.A. Law – Staranwälte, Tricks, Prozesse (L.A. Law, Folge Placenta Claus Is Coming to Town)
- 1990: NAM – Dienst in Vietnam (Tour of Duty, Folge Payback)
- 1990: Atemloser Sommer (Side Out)
- 1992: Live aus der Todeszelle (Live! From Death Row)
- 1992: Nails – Ein Cop sieht rot (Nails, Fernsehfilm)
- 1993: Der Kidnapper (Father Hood)
- 1995: Safe
- 1997: Star Maps
- 1997: 187 – Eine tödliche Zahl (One Eight Seven)